# Schola Antiqua
Schola Antiqua es un grupo dedicado al estudio, investigación e interpretación de la música antigua y en especial del canto gregoriano. Cuenta con una importante discografía en sellos como Pneuma, Lauda, Glossa y otros.

## Historia

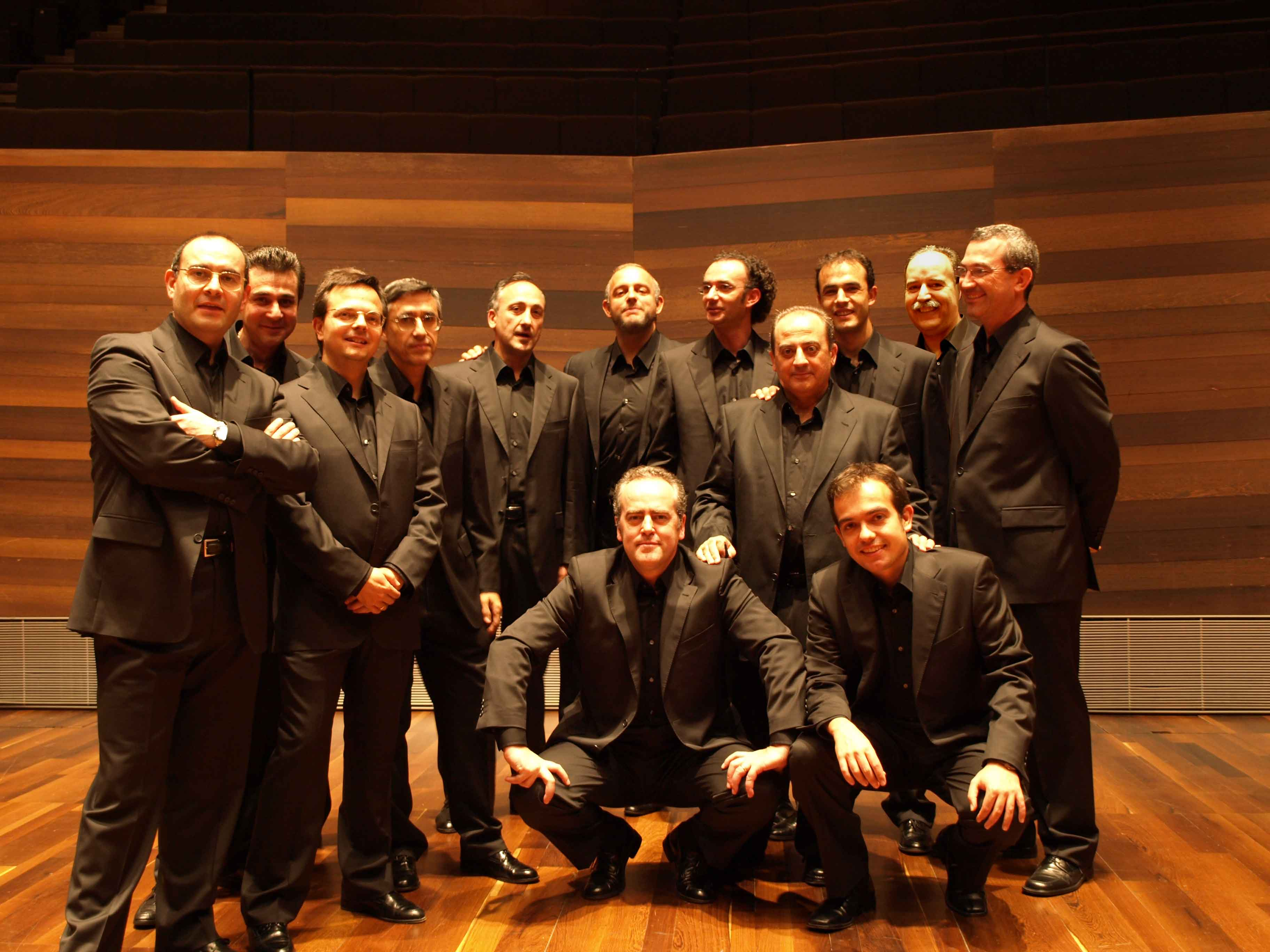
Foto de grupo en el Auditorio de León (España)

Desde su fundación en 1984, Schola Antiqua se dedica al estudio, investigación e interpretación de la música antigua y en especial del canto gregoriano. Todos sus componentes se formaron como niños de coro en la Escolanía de la Abadía de Sta. Cruz del Valle de los Caídos. Su repertorio abarca la monodia litúrgica occidental (beneventano, ambrosiano, mozárabe...) en sus diferentes formas, así como la primitiva polifonía de S. Marcial de Limoges, Notre-Dame, Ars Antiqua y Ars Nova.
A menudo introduce en su repertorio las ejecuciones alternatim tanto con el órgano como con conjuntos polifónicos, interpretando el canto llano en obras de tecla y polifonía española y en las misas de órgano de compositores del barroco francés e italiano con los organistas Claudio Astronio, Oscar Candendo, Raúl del Toro, Daniel Oyarzábal, Javier Artigas, Roberto Fresco, Bruno Forst y Montserrat Torrent. Colabora regularmente en reconstrucciones de canto llano y polifonía con La Colombina, Ensemble Plus Ultra, His Majesty’s Sagbutts and Cornetts, La Grande Chapelle, Ensemble Baroque de Limoges, La Capilla Real de Madrid, Ministriles de Marsias, The English Voices, Alia Musica, Orquesta Barroca de Venecia, La Veneciana, The Tallis Scholars....
Schola Antiqua ha actuado en numerosos festivales en Europa y en Estados Unidos y ha grabado para TVE, RNE, Radio Baviera, Radio France y Radio Svizzera. Fruto de sus investigaciones es su discografía dedicada a piezas del repertorio gregoriano reconstruidas conforme a los más antiguos  manuscritos y una monografía sobre la antigua liturgia hispana donde se recogen por primera vez los cantos del Oficio de Difuntos según la tradición mozárabe. Junto a la Capilla Peñaflorida ha grabado una reconstrucción de un Oficio de Vísperas con música de los ss. XVI-XVIII de maestros de capilla de la Catedral de Burgo de Osma y con la Escolanía de la Abadía de Sta. Cruz ha realizado la primera grabación mundial de una misa mozárabe según el nuevo ritual hispano-visigótico.
Junto a La Colombina ha grabado una reconstrucción del Officium Hebdomadae Sanctae de Tomás Luis de Victoria en producción de la XLIII Semana de Música Religiosa de Cuenca, publicada en el sello Glossa (2005). En este mismo año grabó una reconstrucción del Requiem de Mateo Romero junto a La Grande Chapelle (Lauda Musica, 2005). Sus trabajos discográficos en solitario presentan un recorrido sobre el Octoechos latino (Pneuma, 2001), y una reconstrucción de una misa tropada para la Dedicación de la Iglesia (Pneuma. 2004) y la primera grabación de piezas del Oficio mozárabe de la consagración del altar.
Schola Antiqua no olvida la participación litúrgica como genuino contexto de la monodia litúrgica tanto gregoriana como hispánica. Así lo atestigua su reiterada participación en la Semana de Música Religiosa de Cuenca dentro del Triduo Sacro celebrado en la Catedral o las diversas misas mozárabes en la abadía de Sta. Cruz o en la clausura de la Semana de Música Antigua de Estella. En el otoño del 2004 participó junto al Ensemble Plus Ultra y His Majesty’s Sagbutts and Cornetts en el Week End of Early Music en el Queen Elizabeth Hall.
Entre sus últimos proyectos figura la participación en el Festival Internacional de Coros Gregorianos de Watou (Bélgica), Ciclo de Catedrales de la Fundación Caja Madrid junto al Ensemble Plus Ultra y His Majesty’s Sagbutts and Cornetts, en la Septimania con motivo del XV centenario de la celebración del concilio visigótico de Agde (Francia) y en Japón con motivo del V centenario del nacimiento de Francisco Javier.
Su reciente discografía incluye una reconstrucción de unas Vísperas de José de Nebra junto a La Grande Chapelle (Lauda, 2006), la missa Super flumina Babylonis de Francisco Guerrero junto al Ensemble Plus Ultra y His Majesty’s Sagbutts and Cornetts (Glossa, 2007) y un registro en solitario basado en las melodías del nuevo Antiphonale Monasticum: Dicit Dominus. Verba Iesu in cantu (Pneuma, 2007). Ha grabado parte de la banda sonora de la película Los fantasmas de Goya de Milos Forman.
En marzo del 2007 participó en el Al Bustan Festival de Beirut (Líbano) con un programa dedicado a la antigua liturgia hispana. Destacan también sus colaboraciones con The English Voices en una reconstrucción de la Missa de Madrid de Domenico Scarlatti en la XLVI edición de la Semana de Música Religiosa de Cuenca, con la Grande Chapelle, música litúrgica de este mismo autor o la recreación de la Missa O Gloriosa Virginum de Antonio Rodríguez de Hita (Lauda 009) y la Misa de Requiem de Sebastián de Vivanco junto al Ensemble Plus Ultra.
En 2008 graba junto a La Grande Chapelle una reconstrucción de la liturgia del Corpus Christi con música de Joan Pau Pujol (Lauda 007) y el Officium Defunctorum de Francisco Javier García Fajer. Entre últimos proyectos figuran su participación en diciembre del 2008 en el 34º Ciclo de Música en las Catedrales Españoles (Fundación Caja Madrid) junto a la Orquesta Barroca de Venecia en una reconstrucción de las Vísperas de Navidad de Claudio Monteverdi. También ha realizado la grabación del Oficio de la Toma de Granada de fray Hernando de Talavera (+1507) y la Missa Laetatus sum de Tomás Luis de Victoria junto al Ensemble Plus Ultra y His Majesty’s Sagbutts and Cornetts (Archiv). Asimismo durante todo el año 2009, coincidiendo con el 25 aniversario de la fundación de Schola Antiqua, ha participado con el ciclo “Las Liturgias del Auditorio” con una serie de conciertos siguiendo el Año Litúrgico en el Auditorio Nacional de Madrid y en el programa Analogías: Visitas y música en vivo en el Museo Thyssen.
En la XL edición de la Semana de Música Religiosa de Cuenca (2010) realiza una reconstrucción de los Maitines del Sábado Santo del benedictino italiano Paolo Ferrarese (siglo XVI) junto a La Venexiana y una gira de Conciertos junto a los Ministriles de Marsias con motivo del V Centenario del nacimiento de Antonio de Cabezón dentro del II Festival de las Artes Escénicas y Músicas Históricas del INAEM.
En 2011 ha realizado varias producciones con la obra de Tomás Luis de Victoria junto al Ensemble Plus Ultra (Officium Defunctorum & Officium Hebdomadae Sanctae) en la L edición de la SMR de Cuenca, La Colombina o los Ministriles de Marsias junto el estreno de una obra del compositor Jesús Torres que incluirá un coro gregoriano y en el Bach Festival las Vísperas de Pentecostés de Claudio Monteverdi en la Thomas Kirche de Leipzig junto a la Orquesta Barroca de Venecia.
Recientemente ha grabado un monográfico dedicado a la pedagogía del música medieval con ejemplos de las fórmulas musicales que los  manuscritos europeos destinaban al aprendizaje de las melodías, y también junto al organista Bruno Forst las partes alternatim de la tablatura de Gonzalo de Baena (Lisboa, 1540), primera tablatura de tecla ibérica.
En 2012 ha realizado una serie de grabaciones en cámara anecoica dentro de un programa de arqueología acústica en colaboración con el CSIC y el Departamento de Ingeniería Acústica del Institute of Technical Acoustics de la Universidad de Aquisgrán para reconstruir señales musicales en entorno anecoico para la reconstrucción virtual del sonido del Antiguo Rito Hispánico.
En 2014 se ha participado en la Misa Funeral por El Greco en la catedral de Toledo en la fecha del 400º aniversario de su muerte, junto al Ensemble Plus Ultra, y en la reconstrucción litúrgica completa de Oficio del Viernes Santo junto a The Tallis Scholars en la LIII edición de la SMR de Cuenca.

## Juan Carlos Asensio Palacios, director

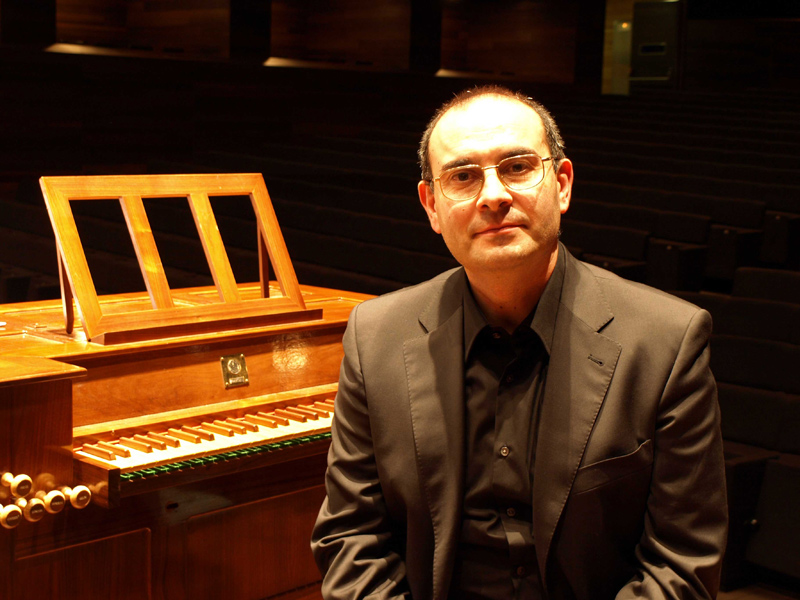
Juan Carlos Asensio antes de una actuación.

Juan Carlos Asensio Palacios comienza sus estudios musicales la Escolanía de Santa Cruz del Valle de los Caídos que luego continuará en el Real Conservatorio Superior de Música (Musicología, Flauta travesera, Dirección de Coros...). Es colaborador de los proyectos musicales de la Fundación Caja de Madrid y del Répertoire International des Sources Musicales (RISM). Ha publicado distintos trabajos en revistas especializadas junto a transcripciones del Códice de Madrid y del Códice de las Huelgas. En 2003 publicó para la editorial Alianza una monografía titulada El canto gregoriano. En la actualidad prepara una monografía sobre la notación musical en Occidente para la misma editorial.
Hasta el año académico 2008-09 ha sido Catedrático de Canto Gregoriano, Notación, Historia y Análisis de la Música Medieval en el Conservatorio Superior de Música de Salamanca. En la actualidad profesor de Historia de la Música Medieval, Notación y Cantos Litúrgicos en la Escola Superior de Música de Catalunya.
Desde 1996 es director de Schola Antiqua, y desde 2001 miembro del Consiglio Direttivo de la AISCGre (Associazione Internazionale Studi di Canto Gregoriano). Es presidente de su sección hispana (AHisECGre), investigador asociado del CILengua, editor de la revista Estudios Gregorianos y colaborador del Atêlier de Paléographie Musicale de la Abadía de Solesmes.